# بيانات وقائية وفق النظام العالمي المتوافق

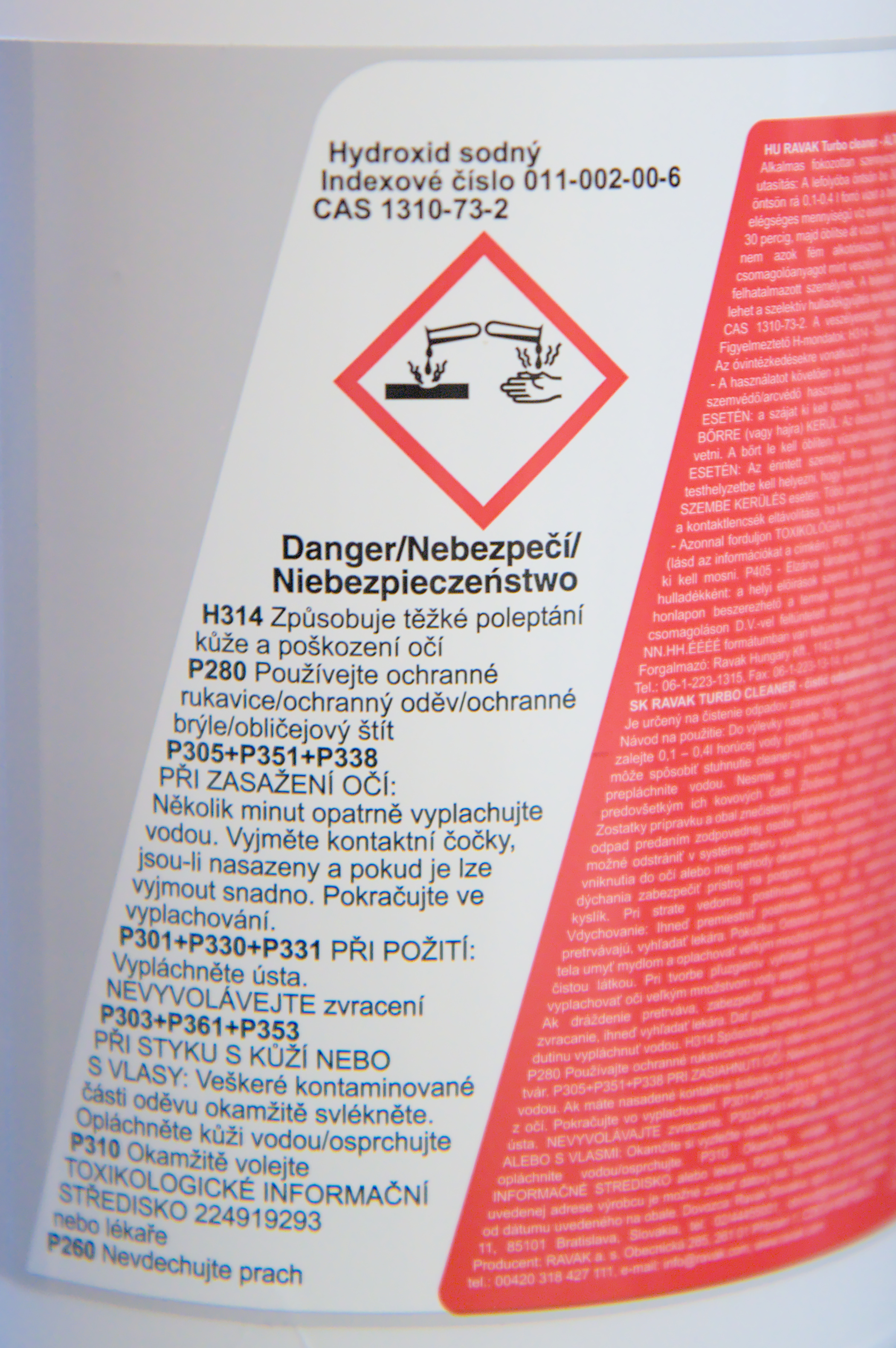
البيانات الوقائية

البيانات الوقائية وفق النظام العالمي المتوافق هي جزء من تعليمات النظام العالمي المتوافق لتصنيف وترميز المواد الكيميائية (GHS ).
تهدف هذه البيانات الوقائية إلى تقديم عبارات ذات صياغة محددة لتقديم نصائح فيما يخص التعامل الصحيح مع المواد والمزائج الكيميائية التي وصفت مخاطرها في بيانات الخطر الموافقة، بحيث يمكن ترجمتها إلى اللغات العالمية المختلفة.

## بيانات وقائية عامة
- P101: ينبغي أخذ وعاء المادة الكيميائية أو ملصق المخاطر إذا استدعى الأمر استشارة طبية
- P102: أبقه بعيداً عن متناول الأطفال
- P103: اقرأ الملصق قبل الاستعمال

## بيانات وقائية احترازية
- P201: ينبغي الحصول على توجيهات خاصة قبل الاستعمال
- P202: لا تستخدم المادة قبل أن تقرأ وتستوعب كافة احتياطات السلامة
- P210: أبق المادة بعيداً عن الحرارة والسطوح الساخنة  والشرر واللهب المكشوف ومصادر الاشتعال الأخرى. ممنوع التدخين بالقرب منها.
- P211: لا ترش المادة على لهب نار مكشوف أو أي مصادر اشتعال أخرى
- P220: أبق المادة بعيداً عن الملابس أو المواد القابلة للاشتعال
- P221: اتخذ الاحتياطات المناسبة من أجل تجنب المزج مع المواد القابلة للاشتعال
- P222: لا تسمح بتماس المادة مع الهواء
- P223: لا تسمح بتماس المادة مع الماء
- P230: أبق المادة رطبة بـ ..
- P231: تعامل مع المادة تحت غاز خامل
- P232: أبق المادة بعيداً عن الرطوبة
- P233: أبق الوعاء مغلقاً بإحكام
- P234: أبق المادة في وعائها الأصلي
- P235: أبق المادة عند درجات حرارة باردة
- P240: قم بتأريض الوعاء والجهاز المستقبل
- P241: استخدم أجهزة مصفحة مقاومة للانفجار
- P242: استخدم أجهزة غير مصدرة للشرر
- P243: اتخذ إجراءات احترازية لمنع حدوث تفريغ كهربائي ساكن
- P244: أبق الصمامات والتجهيزات خالية من الزيت والشحم (الدهن)
- P250: لا تعرّض المادة إلى الطحن أو الصدم أو الاحتكاك
- P251: لا تثقب أو تحرق حتى بعد الاستعمال
- P260: لا تستنشق الغبار أو الأبخرة أو الغازات المنبعثة أو الضباب أو الرذاذ المتشكل
- P261: تجنب استنشاق الغبار أو الأبخرة أو الغازات المنبعثة أو الضباب أو الرذاذ المتشكل
- P262: لا تقرب المادة من العيون أو الجلد أو الملابس
- P263: تجنب التماس أثناء الحمل أو الإرضاع
- P264: اغسل .. بشكل جيد بعد الاستعمال
- P270: لا تتناول الطعام أو الشراب، ولا تدخن عند استعمال هذه المادة
- P271: استخدم المادة فقط في الهواء الطلق أو في أماكن جيدة التهوية
- P272: لا ينبغي إخراج ملابس العمل الملوثة خارج مكان العمل
- P273: تجنب طرح المادة إلى البيئة المحيطة
- P280: ينبغي ارتداء معدات السلامة الوقائية (قفازات/ملابس واقية/نظارات واقية/قناع للوجه)
- P282: ينبغي ارتداء قفازات واقية من البرودة وعازلة/نظارات واقية/قناع للوجه
- P283: ينبغي ارتداء ملابس مجهزة ضد الحريق
- P284: قم بارتداء وقاية للجهاز التنفسي (في حال عدم وجود تهوية كافية)
- P231+232: تعامل مع المادة تحت غاز خامل وأبقها بعيداً عن الرطوبة
- P235+410: أبق المادة عند درجات حرارة باردة وأبقها بعيداُ عن أشعة الشمس

## بيانات احترازية لحالات معينة
- P301: في حال الابتلاع:
- P302: في حال التماس مع الجلد:
- P303: في حال التماس مع الجلد أو الشعر:
- P304: في حال الاستنشاق:
- P305: في حال الدخول إلى العين:
- P306: في حال التماس مع الملابس:
- P308: في حال التعرض:
- P310: اتصل فوراً بطبيب أو بمركز للسموم
- P311: اتصل بطبيب أو بمركز للسموم
- P312: اتصل بطبيب أو بمركز للسموم في حال الشعور بالتوعك
- P313: قم باستشارة طبية
- P314: قم باستشارة طبية في حال الشعور بالتوعك
- P315: قم فوراً باستشارة طبية
- P320: يجب حالاً القيام بعلاج متخصص
- P321: ينبغي القيام بعلاج متخصص
- P330: اغسل الفم.
- P331: لا تحرض نفسك على التقيؤ
- P332: في حال تهيج الجلد
- P333: في حال تهيج الجلد أو حدوث طفح جلدي
- P334: اغمس في ماء بارد / قم بلف ضمادات رطبة
- P335: انثر الجسيمات العالقة من على الجلد
- P336: اترك الأقسام المجمدة لتذوب في الماء البارد. لا تحك المناطق المصابة
- P337: في حال استمرار تهيج العين
- P338: أزل العدسات اللاصقة في حال وجودها وكان ذلك سهلاً. استمر بغسل العين
- P340: اسحب الشخص إلى الهواء الطلق وأبقه في وضعية سهلة للتنفس
- P342: في حال وجود أعراض في الجهاز التنفسي
- P351: اغسل بشكل حذر بالماء لعدة دقائق
- P352: اغسل بكثير من الماء
- P353: اغسل الجلد/الشعر بالماء
- P360: اغسل الجلد والملابس الملوثة فوراً بكميات كبيرة من الماء قبل خلعها
- P361: انزع الملابس الملوثة فوراً
- P362: انزع الملابس الملوثة
- P363: اغسل الملابس الملوثة قبل أن تعيد ارتدائها
- P364: واغسلها قبل إعادة استعمالها
- P370: في حال حدوث حريق
- P371: في حال حدوث حريق كبير لكميات كبيرة
- P372: خطر الانفجار في حال حدوث حريق
- P373: لا تفم بمكافحة الحريق عند وصول النار إلى المتفجرات
- P374: قم بمكافحة النيران مع اتخاذ الاحتياطات المناسبة من مسافة جيدة
- P375: قم بمكافحة النيران من مكان بعيد بسبب خطر الانفجار
- P376: قم بإيقاف التسريب في حال أمكنك القيام بذلك
- P377: الغاز المتسرب يشتعل، لا تقم بالإطفاء إلا في حال تم التأكد من إيقاف التسريب
- P378: استخدم ... لإطفاء الحريق
- P380: قم بإخلاء المنطقة
- P381: قم بإزالة كل المصادر الحرارية في حال كان ذلك آمناً
- P391: اجمع المواد المسكوبة
- P301+310: في حال الابتلاع اتصل فوراً بطبيب أو مركز سموم
- P301+312: في حال الابتلاع اتصل بطبيب أو مركز سموم في حال السعور بالتوعك
- P301+330+331: في حال الابتلاع: اغسل الفم ولا تحرض نفسك على التقيؤ
- P302+334: في حال التماس مع الجلد اغمس في ماء بارد/ قم بلف ضمادات رطبة
- P302+352: في حال التماس مع الجلد اغسل بكثير من الماء
- P303+361+353: في حال التماس مع الجلد أو الشعر: انزع الملابس الملوثة فوراً؛ اغسل الجلد/الشعر بالماء
- P304+312: في حال الاستنشاق: اتصل بطبيب أو بمركز للسموم في حال الشعور بالتوعك
- P304+340: في حال الاستنشاق: اسحب الشخص إلى الهواء الطلق وأبقه في وضعية سهلة للتنفس
- P305+351+338: في حال الدخول إلى العين: اغسل بشكل حذر بالماء لعدة دقائق؛ أزل العدسات اللاصقة في حال وجودها وكان ذلك سهلاً. استمر بغسل العين
- P306+360: في حال التماس مع الملابس: اغسل الجلد والملابس الملوثة فوراً بكميات كبيرة من الماء قبل خلعها
- P308+311: في حال التعرض: اتصل بطبيب أو بمركز للسموم
- P308+313: في حال التعرض: قم باستشارة طبية
- P332+313: في حال تهيج الجلد قم باستشارة طبية
- P333+313: في حال تهيج الجلد أو حدوث طفح جلدي قم باستشارة طبية
- P335+334: انثر الجسيمات العالقة من على الجلد؛ اغمس في ماء بارد / قم بلف ضمادات رطبة
- P337+313: في حال استمرار تهيج العين قم باستشارة طبية
- P342+311: في حال وجود أعراض في الجهاز التنفسي اتصل بطبيب أو بمركز للسموم
- P361+364: انزع الملابس الملوثة فوراً واغسلها قبل إعادة استعمالها
- P362+364: انزع الملابس الملوثة واغسلها قبل إعادة استعمالها
- P370+376: في حال حدوث حريق قم بإيقاف التسريب في حال أمكنك القيام بذلك
- P370+378: في حال حدوث حريق استخدم ... للإطفاء
- P370+380: في حال حدوث حريق قم بإخلاء المنطقة
- P370+380+375: في حال حدوث حريق قم بإخلاء المنطقة؛ وقم بمكافحة النيران من مكان بعيد بسبب خطر الانفجار
- P371+380+375: في حال حدوث حريق كبير لكميات كبيرة قم بإخلاء المنطقة؛ وقم بمكافحة النيران من مكان بعيد بسبب خطر الانفجار

## بيانات احترازية فيما يخص التخزين
- P401: خزّن…
- P402: خزّن في مكان جاف
- P403: خزّن في مكان ذي تهوية جيدة
- P404: خزّن في وعاء مغلق
- P405: خزّن في مكان مقفل
- P406: خزّن في وعاء مجهز ضد المواد الأكالة / في وعاء مبطن بمادة مقاومة
- P407: أبق مسافة فارغة من الهواء بين الحبيبات / الأكوام
- P410: احمِ من أشعة الشمس
- P411: خزّن عند درجات حرارة لا تتجاوز ..°س
- P412: لا تعرض لدرجات حرارة تتجاوز .. °س
- P413: خزّن الكميات الأكبر من .. كغ عند درجات حرارة لا تتجاوز ..°س
- P420: خزّن بعيداً عن مواد أخرى
- P422: خزّن المحتويات تحت ..
- P402+404: خزّن في مكان جاف؛ خزّن في وعاء مغلق
- P403+233: خزّن في مكان ذي تهوية جيدة؛ أبقِ الوعاء مغلقاً بإحكام
- P403+235: خزّن في مكان ذي تهوية جيدة؛ أبقِ المادة عند درجات حرارة باردة
- P410+403: احمِ من أشعة الشمس؛ خزّن في مكان ذي تهوية جيدة
- P410+412: احمِ من أشعة الشمس؛ لا تعرض لدررجات حرارة تتجاوز .. °س
- P411+235: خزّن عند درجات حرارة لا تتجاوز ..°س؛ أبقِ المادة عند درجات حرارة باردة

## بيانات احترازية فيما يخص الطرح
- P501: اطرح المحتويات / الوعاء في ...(أماكن مختصة حسب القوانين المحلية للبلد)
- P502: قم بالإشارة إلى المصنع / المزود لمعلومات إضافية فيما يخص الاستعادة / إعادة التدوير